# Protohermes sichuanensis
Protohermes sichuanensis är en insektsart som beskrevs av Ding Yang och C.-k. Yang 1997. Protohermes sichuanensis ingår i släktet Protohermes och familjen Corydalidae. Inga underarter finns listade i Catalogue of Life.